# Ordo-Wassyliwka
Ordo-Wassyliwka (ukrainisch Ордо-Василівка; russisch Ордо-Василевка Ordo-Wassilewka) ist ein Dorf in der ukrainischen Oblast Dnipropetrowsk mit etwa 660 Einwohnern (1. April 2013).

## Geschichte
Der Name des 1784 gegründeten Dorfes wurde aus den Namen zweier Grundbesitzer gebildet. Das Dorf nannte sich in Dokumenten des 19. Jahrhunderts Wassyliwkoju (Василівкою) bzw. Ordeno-Wassyliwkoju (Ордено-Василівкою). Den heutigen Namen trägt das Dorf seit dem späten 19. Jahrhundert. Vom 13. August 1941 bis zum 25. November 1943 war das Dorf von Truppen der Wehrmacht besetzt.

## Geographie
Das Dorf liegt am linken Ufer der Saksahan im Norden des Rajon Krywyj Rih an der Kreisstraße T-419 zwischen Pjatychatky und dem 23 km südlich gelegenen ehemaligen Rajonzentrum Sofijiwka. 46 km südwestlich der Ortschaft liegt das Stadtzentrum von Krywyj Rih und 127 km nordöstlich das der Oblasthauptstadt Dnipro.
Die ehemalige Gemeinde grenzt im Norden an den Rajon Pjatychatky, im Westen an den Rajon Krywyj Rih, im Osten an die Gemeinde Persche Trawnja und im Süden an die Gemeinden Dewladowe und Marje-Dmytriwka.

## Verwaltungsgliederung
Am 12. Juni 2020 wurde das Dorf ein Teil der neugegründeten Landgemeinde Dewladowe, bis dahin bildete es zusammen mit den Dörfern Kodak (ukrainisch Кодак), Marje-Kostjantyniwka (ukrainisch Мар'є-Костянтинівка), Marjiwka, Motyna Balka (ukrainisch Мотина Балка), Nowomychailiwka (ukrainisch Новомихайлівка), Rajpole (ukrainisch Райполе), Sawjaliwka (ukrainisch Зав'ялівка), Serhijiwka (ukrainisch Сергіївка) und Wolodymyriwka (ukrainisch Володимирівка) die gleichnamige Landratsgemeinde Ordo-Wassyliwka (Ордо-Василівська сільська рада/Ordo-Wassyliwska silska rada) im Norden des Rajons Sofijiwka.
Am 17. Juli 2020 kam es im Zuge einer großen Rajonsreform zum Anschluss des Rajonsgebietes an den Rajon Krywyj Rih.